# Louis Libert Guillaume Marie de Villers de Pité
Louis Libert Guillaume Marie de Villers de Pité (Tongeren, 25 april 1803 - Schin op Geul, 11 augustus 1889) was een Nederlands politicus. Hij was onder andere Provinciaal Statenlid en Eerste en Tweede Kamerlid. De Pité was ruim vijftig jaar eigenaar en bewoner van kasteel Oost (bij Valkenburg), dat hij in neoclassicistische stijl liet verbouwen.

## Biografie
De Pité was lid van de familie De Villers de Pité en een zoon van jhr. Libert Materne Joseph de Villers de Pité (1756-1836), luitenant-kolonel in dienst van het koninkrijk Holland, en Maria Anna Christina de Bellefroid (1762-1835). Hij werd geboren in Tongeren, destijds gelegen in het Franse departement Nedermaas, en studeerde rechten aan de in 1817 opgerichte Universiteit van Luik.
Hij trouwde in 1827 met Jeanne Elisabeth Hortense de Pitteurs (1807-1892), uit welk huwelijk vijf dochters werden geboren.
De Pité koos bij de definitieve regeling van de Belgische Afscheiding in 1839 voor het Nederlands staatsburgerschap. In 1836 had hij kasteel Oost bij Valkenburg gekocht. Hij was investeerder in de in België snel expanderende industrie en bestuurder van vennootschappen, maar ook geïnteresseerd in verbetering van landbouwmethodes.
Vanaf 1841 was hij politiek actief. Hij werd lid van de Provinciale Staten van Nederlands Limburg als vertegenwoordiger van de landelijke stand. Hij bleef dit tot 1849, waarna hij lid werd van de Tweede Kamer. In 1850 ruilde hij het Tweede Kamerlidmaatschap in voor dat van de Eerste Kamer, waarvan hij dertig jaar lang, tot 1880, lid zou blijven. Hij voerde echter in beide kamers nooit het woord. In 1862 behoorde hij tot de zes parlementsleden die tegen de ontwerpwet tot opheffing van de slavernij in Suriname stemden. Een aantal Liberalen maakte bezwaar tegen de hoge kosten die de regeling met zich meebracht voor de staat. In 1870 stemde hij tegen het wetsvoorstel ter afschaffing van de doodstraf.
De Pité was enige tijd voorstander van een bijzondere status van Nederlands Limburg en nauwe economische banden met België, en wordt daarom als een voorman van het Limburgse separatisme gezien in de jaren 1843-1845. In december 1843 was hij medeoprichter van het separatistisch dagblad Gazette du Duché de Limbourg, waarvan hij tot 1845 redacteur was.
Omstreeks 1876 was hij lid van de Commissie van Controle van de Aken-Maastrichtse Spoorweg-Maatschappij en tevens lid van de Raad van Commissarissen van de Maatschappij tot Exploitatie van Staatsspoorwegen.
De Pité was Ridder in de Orde van de Nederlandse Leeuw (1874) en opgenomen in de Belgische Leopoldsorde (1860). Hij overleed in 1889 op 86-jarige leeftijd op kasteel Oost.